# Angela Nzambi
Ángela María Nzambi Bakale (née le 7 octobre 1971) est une écrivaine, féministe et militante des droits humains de Guinée équatoriale. Elle habite Valence, en Espagne. Elle publie trois livres : Ngulsi (2012), Biyaare (2015) et Mayimbo (2019) ; ce dernier reçoit le prix international Justo Bolekia Boleká de littérature africaine en 2019.

## Biographie
Ángela Nzambi naît à Lia, dans la banlieue de Bata en Guinée équatoriale. Elle étudie au lycée Carlos Lwnga à Bata et au lycée Rey Malabo à Malabo, puis dans le supérieur à l'École nationale d'agriculture (ENA) de Malabo, et rejoint l'Université de Valence pour étudier le commerce. Elle suit un cours de littérature à Houston.
Elle travaille comme responsable du volontariat et de l'impact pour l'ONG Commission espagnole d'aide aux réfugiés (es) (CEAR). Elle est aussi membre du Conseil citoyen de la branche valencienne du parti politique Podemos,.

## Écrits
Nzambi publie son premier livre, Ngulsi, en 2012. Son récit dans cet ouvrage s'inspire de la tradition orale et réinterprète certains récits, issus en partie de son éducation en Guinée équatoriale et racontées par les "karichobo" (familles matrilinéaires) de son groupe ethnique, les Bisao.
Par la suite, elle participe à deux œuvres littéraires collectives : Navidad dulce, Navidad (2012) et 23 Relatos sin Fronteras (2015).
Son deuxième livre, Biyaare (étoiles) est publié en 2015. Prenant un style d'essai, mêlé à un style narratif inspiré de la tradition orale, Nzambi réfléchit sur les gens qui "brillaient comme des étoiles", qui l'avaient encouragée au cours de son activité professionnelle d'activiste culturelle.
Son troisième livre Mayimbo remporte le prix international Justo Bolekia Boleká de littérature africaine en 2019. Il brouille les frontières entre le passé et le présent, l'Afrique et l'Espagne, et prend en toile de fond le monde intérieur d'une personne citoyenne des deux pays.
Nzambi défend le féminisme radical, et la reconnaissance de l'égalité des droits au sein du féminisme du point de vue d'une femme noire, face à la "double stigmatisation" d'être à la fois une femme et une personne noire.
Nzambi mène une campagne sur les problèmes des migrants en Espagne. Elle participe à des conférences comme : « III Foro Mundial de Migraciones, organisé par CEAR à Madrid ; et « Africa y los pueblos de ascendencia africana : problemas actuals y acciones para el future », organisé par l'Université Howard, à Washington DC.